# Zygmunt Adamski (reżyser)
Zygmunt Adamski (ur. 7 maja 1920 w Wieluniu, zm. 7 października 2013 w Warszawie) – polski reżyser, scenarzysta i operator filmów dokumentalnych.

## Życiorys
W 1954 ukończył studia na Wydziale Operatorskim PWSF w Łodzi (dyplom 1956).
W latach 1948–1979 był związany z Wytwórnią Filmów Oświatowych w Łodzi, a później z warszawską
Wytwórnią Filmów Dokumentalnych i Fabularnych, a także ze Studiem Filmowym „Wir”, gdzie pełnił funkcję zastępcy dyrektora.